# Conselho da Galiza

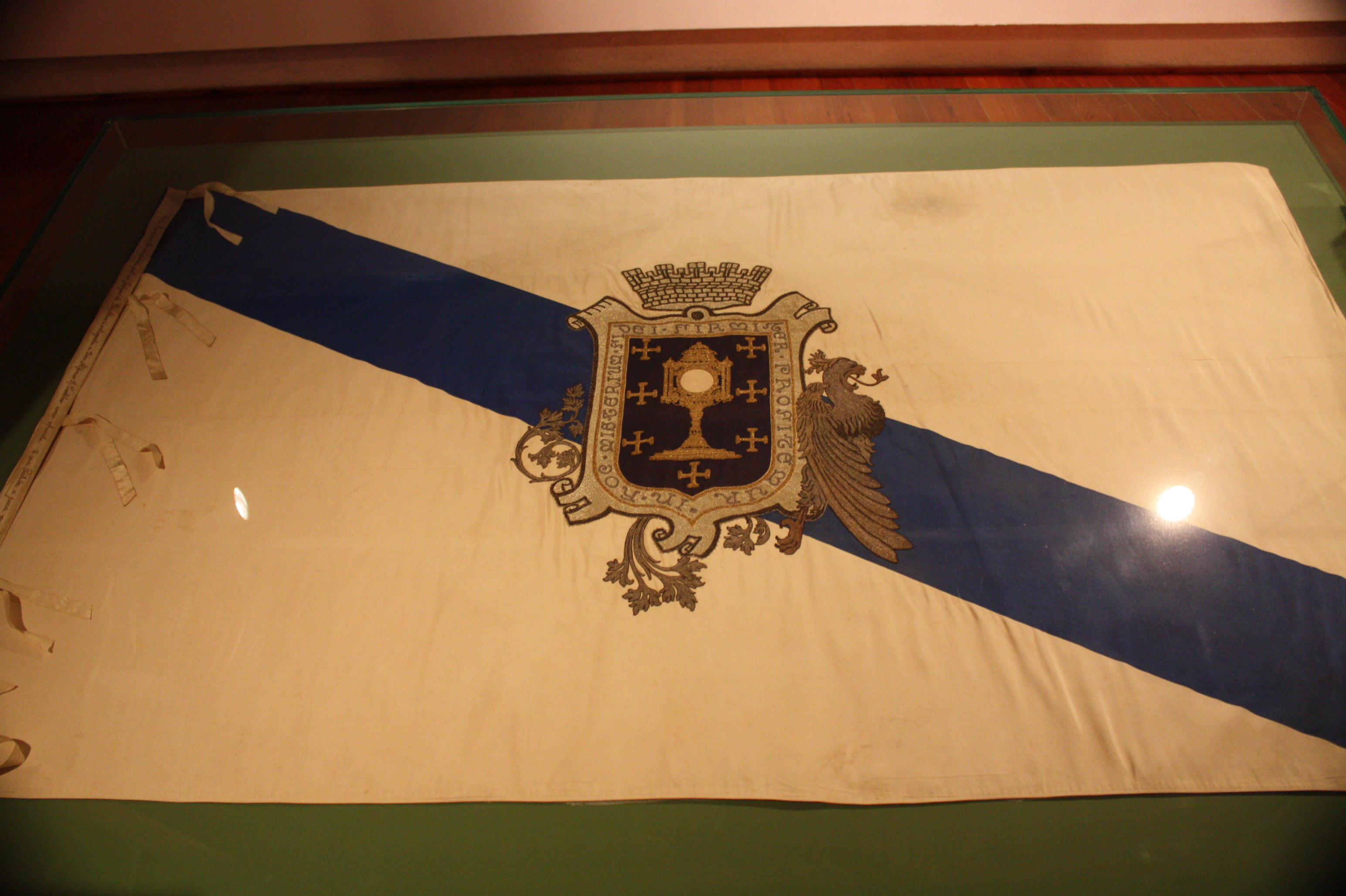
Bandeira do Conselho da Galiza, Real Academia Galega.

O Conselho da Galiza foi uma entidade política constituída em 15 de novembro de 1944 na cidade de Montevidéu (Uruguai) pelos deputados galegos eleitos na II República espanhola.

## História
Considerado o Governo galego no exílio espanhol, foi legitimado pelo Estatuto de autonomia da Galiza votado maciçamente em 1936 pouco tempo antes da rebelião militar do ditador Francisco Franco.
Alfonso Castelao foi quem teve a iniciativa da constituição do Conselho de Galiza influído pelo pensamento de José Antonio Aguirre, o Presidente do Governo basco no exílio. O seu primeiro presidente foi o próprio deputado Castelao. Os membros fundadores foram os deputados eleitos Antón Alonso Ríos, Ramón Suárez Picallo e Elpidio Villaverde.
Desenvolveu atividades políticas e diplomáticas até a década de 1970 quer desde o exílio na América quer desde a sua delegação em París (França).